# Ambillou
Ambillou est une commune française située dans le département d'Indre-et-Loire, en région Centre-Val de Loire.

## Géographie
|                | Sonzay               |                         |
| Cléré-les-Pins | Ambillou             | Pernay Luynes           |
|                | Mazières-de-Touraine | Saint-Étienne-de-Chigny |

### Hydrographie

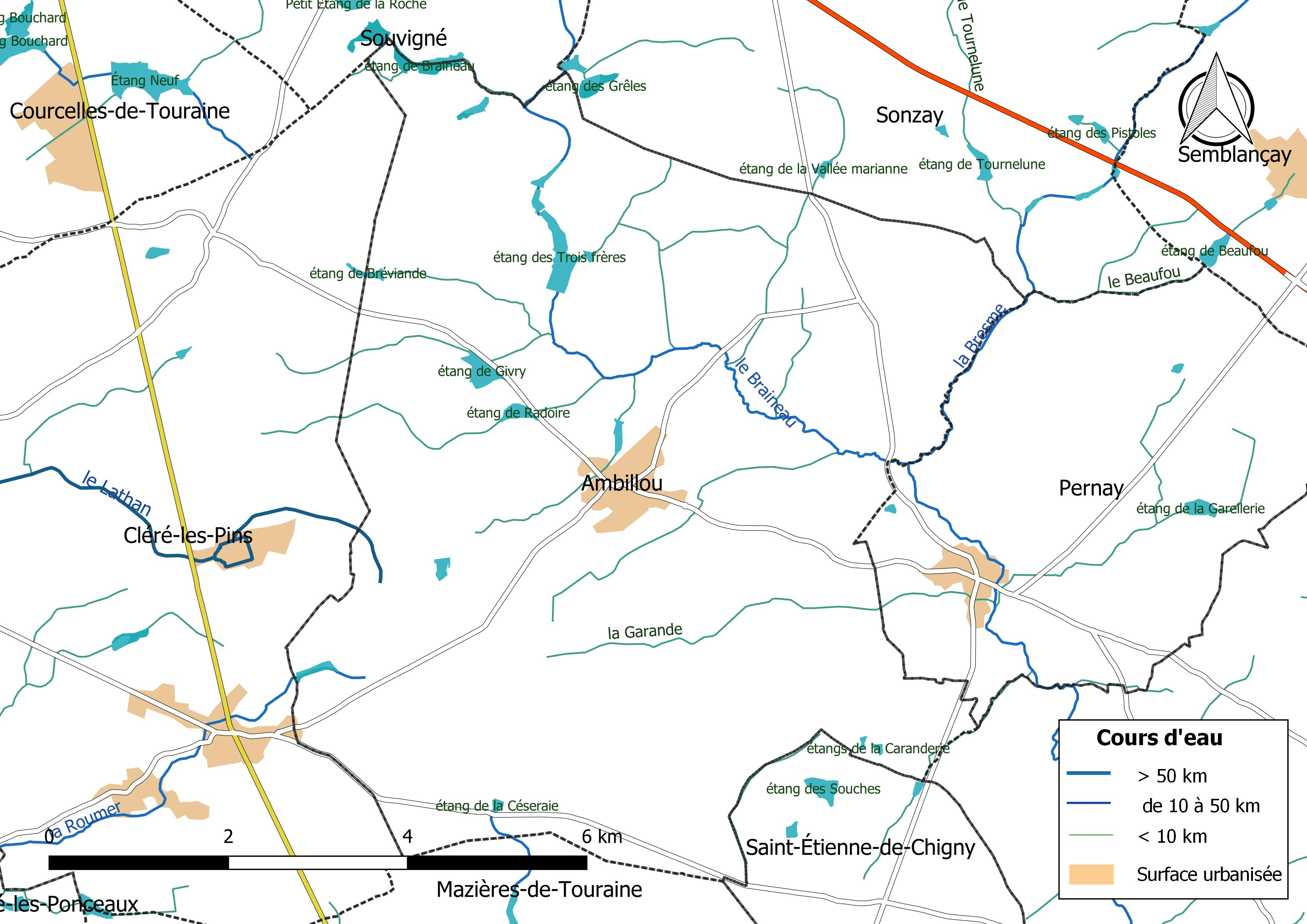
Réseau hydrographique d'Ambillou.

Le réseau hydrographique communal, d'une longueur totale de 40,74 km, comprend cinq cours d'eau notables, le Lathan (0,656 km), la Bresme (0,564 km), la Roumer (0,826 km), le Braineau (8,704 km) et le Breuil (0,369 km), et divers petits cours d'eau dont la Garande (3,99 km),.
Le Lathan, d'une longueur totale de 57,9 km, prend sa source à l'ouest du territoire communal dans le bois d'Ambillou et conflue en rive droite de l'Authion à Beaufort-en-Anjou (Maine-et-Loire), après avoir traversé 16 communes. 
Sur le plan piscicole, le Lathan est classé en deuxième catégorie piscicole. Le groupe biologique dominant est constitué essentiellement de poissons blancs (cyprinidés) et de carnassiers (brochet, sandre et perche).
La Bresme, d'une longueur totale de 26,9 km, prend sa source sur la commune de Semblançay au lieu-dit le Plessis de la Gagnerie, à 120 m d'altitude, coule du nord au sud et constitue une partie de la limite communale est puis se jette dans la Loire sur la commune de Saint-Étienne-de-Chigny, à 39 m d'altitude à la pointe de l'île Belle Fille, après avoir traversé 7 communes. 
Sur le plan piscicole, la Bresme est également classée en deuxième catégorie piscicole.
La Roumer, d'une longueur totale de 27,3 km, prend sa source à l'ouest du territoire communal dans le bois d'Ambillou, et se jette dans la Loire à Langeais, après avoir traversé 6 communes. 
Sur le plan piscicole, la Roumer est également classée en deuxième catégorie piscicole.
Le Braineau, d'une longueur totale de 10,6 km, prend sa source dans la commune de Souvigné et se jette dans la Bresme sur la limite communale est. 
Sur le plan piscicole, le Braineau est également classé en deuxième catégorie piscicole.
Le Breuil, d'une longueur totale de 14,6 km, prend sa source à l'extrémité sud de la commune, au droit de l'étang de la Céseraie, et se jette dans le Roumer à Langeais, après avoir traversé 4 communes. 
Sur le plan piscicole, le Breuil est également classé en deuxième catégorie piscicole.
Dix zones humides ont été répertoriées sur la commune par la direction départementale des territoires (DDT) et le conseil départemental d'Indre-et-Loire : « l'étang de la Rabelière », « la vallée de la Bresme de Pernay à la Houssière », « la vallée du Ruisseau de Braineau », « l'étang de la Céseraie », « l'étang des Roucherets », « l'étang de Radoire », « l'étang de Givry », « l'étang des Trois Frères et suivants », « l'étang de Bréviande », « les étangs de Braineau », « la vallée de la Bresme de la Boiderie à Pernay », « l'étang de la Hézière », « les mares du Bois de Tivoli » et « les étangs de la Caranderie »,.

### Climat
Pour des articles plus généraux, voir Climat du Centre-Val de Loire et Climat d'Indre-et-Loire.
En 2010, le climat de la commune est de type climat océanique altéré, selon une étude du CNRS s'appuyant sur une série de données couvrant la période 1971-2000. En 2020, Météo-France publie une typologie des climats de la France métropolitaine dans laquelle la commune est dans une zone de transition entre le climat océanique et le climat océanique altéré et est dans la région climatique Moyenne vallée de la Loire, caractérisée par une bonne insolation (1 850 h/an) et un été peu pluvieux.
Pour la période 1971-2000, la température annuelle moyenne est de 11,2 °C, avec une amplitude thermique annuelle de 14,8 °C. Le cumul annuel moyen de précipitations est de 711 mm, avec 11,6 jours de précipitations en janvier et 6,7 jours en juillet. Pour la période 1991-2020, la température moyenne annuelle observée sur la station météorologique de Météo-France la plus proche, sur la commune de Fondettes à 13 km à vol d'oiseau, est de 11,9 °C et le cumul annuel moyen de précipitations est de 725,7 mm,. Pour l'avenir, les paramètres climatiques de la commune estimés pour 2050 selon différents scénarios d'émission de gaz à effet de serre sont consultables sur un site dédié publié par Météo-France en novembre 2022.

## Urbanisme

### Typologie
Au 1er janvier 2024, Ambillou est catégorisée bourg rural, selon la nouvelle grille communale de densité à sept niveaux définie par l'Insee en 2022.
Elle est située hors unité urbaine. Par ailleurs la commune fait partie de l'aire d'attraction de Tours, dont elle est une commune de la couronne,. Cette aire, qui regroupe 162 communes, est catégorisée dans les aires de 200 000 à moins de 700 000 habitants,.

### Occupation des sols
L'occupation des sols de la commune, telle qu'elle ressort de la base de données européenne d’occupation biophysique des sols Corine Land Cover (CLC), est marquée par l'importance des forêts et milieux semi-naturels (63,5 % en 2018), en augmentation par rapport à 1990 (61,5 %). La répartition détaillée en 2018 est la suivante : 
forêts (62,8 %), prairies (20,5 %), terres arables (12,2 %), zones urbanisées (2 %), eaux continentales (1 %), zones agricoles hétérogènes (0,8 %), milieux à végétation arbustive et/ou herbacée (0,8 %). L'évolution de l’occupation des sols de la commune et de ses infrastructures peut être observée sur les différentes représentations cartographiques du territoire : la carte de Cassini (XVIIIe siècle), la carte d'état-major (1820-1866) et les cartes ou photos aériennes de l'IGN pour la période actuelle (1950 à aujourd'hui).

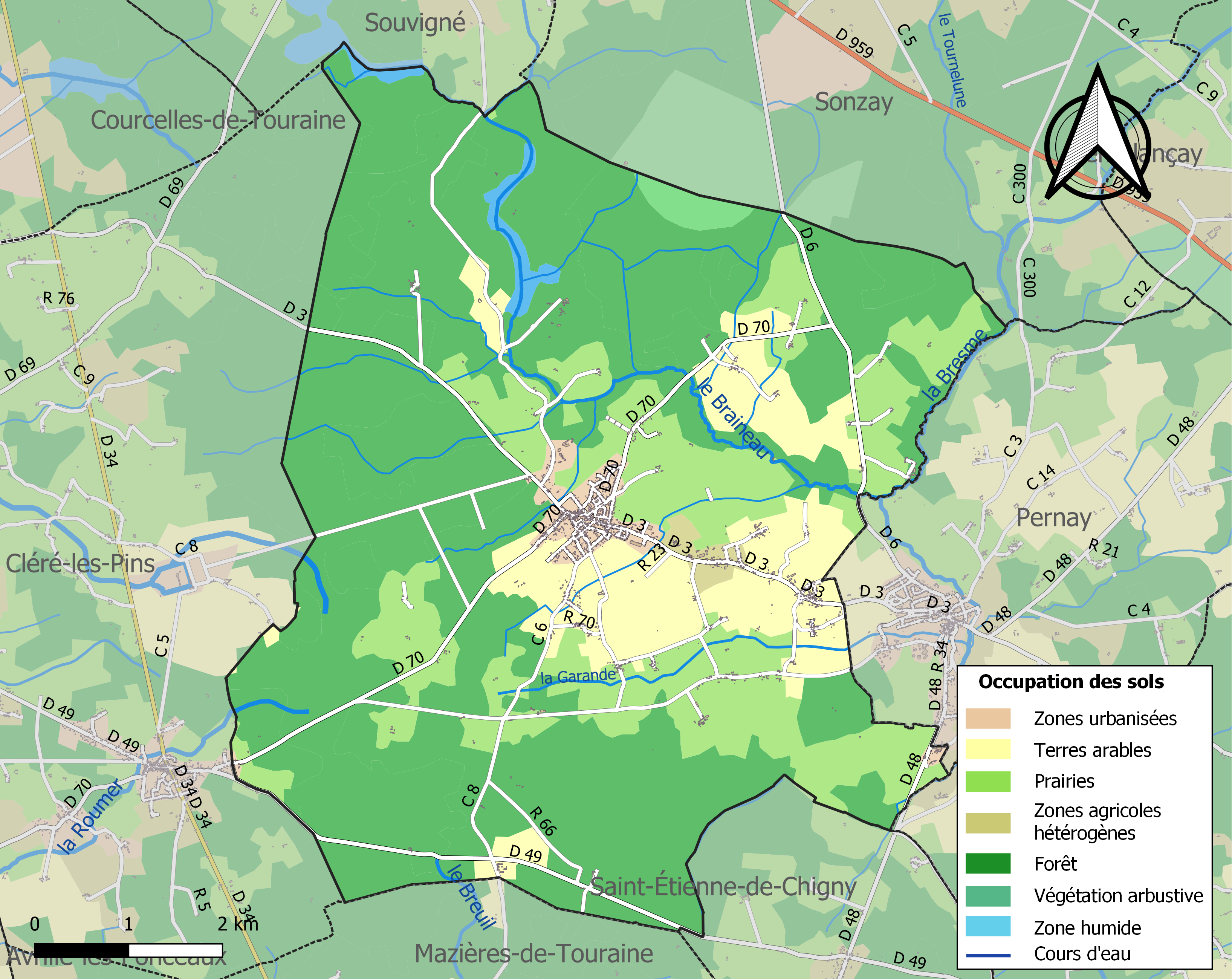
Carte des infrastructures et de l'occupation des sols de la commune en 2018 (CLC).

### Risques majeurs
Le territoire de la commune d'Ambillou est vulnérable à différents aléas naturels : météorologiques (tempête, orage, neige, grand froid, canicule ou sécheresse), feux de forêts et séisme (sismicité faible). Un site publié par le BRGM permet d'évaluer simplement et rapidement les risques d'un bien localisé soit par son adresse soit par le numéro de sa parcelle.
Pour anticiper une remontée des risques de feux de forêt et de végétation vers le nord de la France en lien avec le dérèglement climatique, les services de l’État en région Centre-Val de Loire (DREAL, DRAAF, DDT) avec les SDIS ont réalisé en 2021 un atlas régional du risque de feux de forêt, permettant d’améliorer la connaissance sur les massifs les plus exposés. La commune, étant pour partie dans le massif de Bourgueil, est classée au niveau de risque 1, sur une échelle qui en comporte quatre (1 étant le niveau maximal).

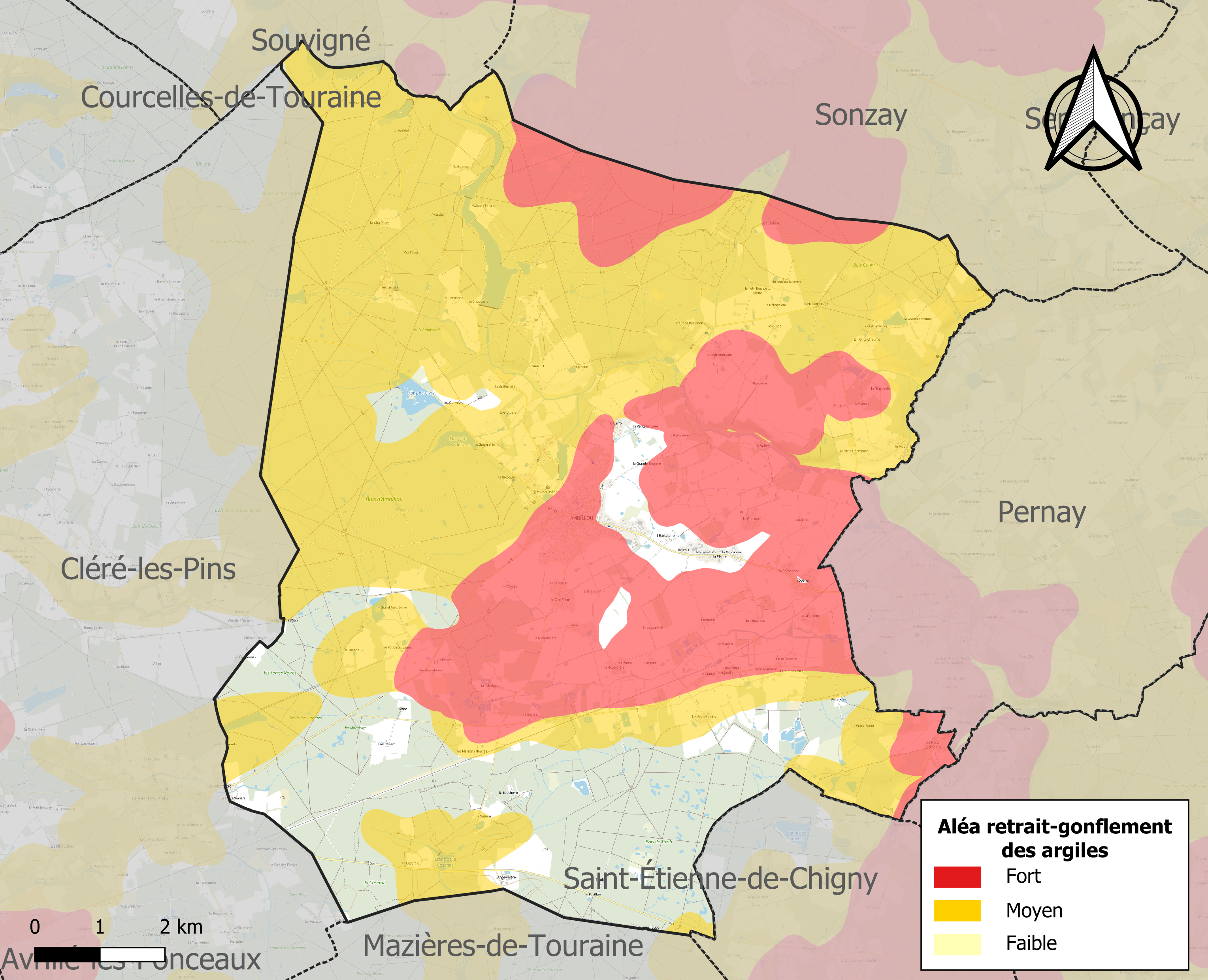
Carte des zones d'aléa retrait-gonflement des sols argileux d'Ambillou.

Le retrait-gonflement des sols argileux est susceptible d'engendrer des dommages importants aux bâtiments en cas d’alternance de périodes de sécheresse et de pluie. 78,8 % de la superficie communale est en aléa moyen ou fort (90,2 % au niveau départemental et 48,5 % au niveau national). Sur les 742 bâtiments dénombrés sur la commune en 2019, 636 sont en aléa moyen ou fort, soit 86 %, à comparer aux 91 % au niveau départemental et 54 % au niveau national. Une cartographie de l'exposition du territoire national au retrait gonflement des sols argileux est disponible sur le site du BRGM,.
Concernant les mouvements de terrains, la commune a été reconnue en état de catastrophe naturelle au titre des dommages causés par la sécheresse en 1996 et par des mouvements de terrain en 1999.

## Toponymie
Bas latin Ambiliavus. Gentilice Ambilius et suffixe de possession avus : le domaine d'Ambilius.

Parochia de Ambiloo, 1077, 1108. (Dom Housseau, t. XIV, n° 11.791 ; Archives départementales d'Indre-et-Loire-H, Charte de Marmoutier) ; Ambilleium, Ambillo, 1215 (Bibliothèque municipale de Tours, fonds Salmon, Chartes de Saint-Julien) ; De Ambilliaco, août 1231 (cartulaire de l’archevêché de Tours, charte 41, p. 88) ; Bertrandus de la Menaise, de parrochia de Anbilleto, 1247 (Archives nationales-JJ 274, Querimoniae Turonum, n° 1313) ; Ambillou, 1292 (Archives départementales d'Indre-et-Loire, chartes de Beaumont-lès-Tours et de Saint-Julien) ; Ambillou, décembre 1468 (Archives nationales - JJ 195, n° 156, fol. 44) ; Ambilleyum, 1469 (Martyrologium Sancti Juliani) ; Ambillou, XVIIIe siècle (carte de Cassini).

## Politique et administration

### Finances locales
| Évolution de l'endettement (en milliers d’€) : | Évolution de l'endettement par habitant (en €) : |

### Tendances politiques et résultats
| Scrutin             | Scrutin             | 1er tour | 1er tour | 1er tour | 1er tour | 1er tour  | 1er tour | 1er tour | 1er tour  | 1er tour | 1er tour | 1er tour | 1er tour | 2d tour | 2d tour | 2d tour | 2d tour | 2d tour | 2d tour |
| Scrutin             | Scrutin             | 1er      | 1er      | %        | 2e       | 2e        | %        | 3e       | 3e        | %        | 4e       | 4e       | %        | 1er     | 1er     | %       | 2e      | 2e      | %       |
| ------------------- | ------------------- | -------- | -------- | -------- | -------- | --------- | -------- | -------- | --------- | -------- | -------- | -------- | -------- | ------- | ------- | ------- | ------- | ------- | ------- |
| Présidentielle 2017 | Présidentielle 2017 |          | FN       | 26,49    |          | LR        | 19,45    |          | EM        | 19,35    |          | LFI      | 17,89    |         | EM      | 58,69   |         | FN      | 41,31   |
| Présidentielle 2022 | Présidentielle 2022 |          | RN       | 31,80    |          | LREM      | 27,90    |          | LFI       | 18,30    |          | REC      | 5,80     |         | RN      | 50,54   |         | LREM    | 49,46   |
| Législatives 2022   | 5e                  |          | RN       | 31,85    |          | MoDem-Ens | 25,51    |          | PCF-Nupes | 19,01    |          | LR       | 8,05     |         | RN      | 50,84   |         | MoDem   | 49,16   |
| Législatives 2024   | 5e                  |          | RN       | 47,67    |          | PCF-NFP   | 20,11    |          | MoDem-Ens | 19,33    |          | LR       | 11,33    |         | RN      | 54,04   |         | MoDem   | 45,96   |

## Population et société

### Démographie
L'évolution du nombre d'habitants est connue à travers les recensements de la population effectués dans la commune depuis 1793. Pour les communes de moins de 10 000 habitants, une enquête de recensement portant sur toute la population est réalisée tous les cinq ans, les populations de référence des années intermédiaires étant quant à elles estimées par interpolation ou extrapolation. Pour la commune, le premier recensement exhaustif entrant dans le cadre du nouveau dispositif a été réalisé en 2007.

En 2022, la commune comptait 1 748 habitants, en évolution de −3,74 % par rapport à 2016 (Indre-et-Loire : +1,67 %, France hors Mayotte : +2,11 %).
| 1793 | 1800 | 1806 | 1821 | 1831 | 1836 | 1841 | 1846 | 1851 |
| ---- | ---- | ---- | ---- | ---- | ---- | ---- | ---- | ---- |
| 682  | 895  | 823  | 845  | 861  | 844  | 815  | 803  | 828  |

| 1856 | 1861 | 1866  | 1872 | 1876 | 1881 | 1886 | 1891  | 1896 |
| ---- | ---- | ----- | ---- | ---- | ---- | ---- | ----- | ---- |
| 869  | 938  | 1 024 | 964  | 939  | 933  | 985  | 1 015 | 983  |

| 1901  | 1906 | 1911 | 1921 | 1926 | 1931 | 1936 | 1946 | 1954 |
| ----- | ---- | ---- | ---- | ---- | ---- | ---- | ---- | ---- |
| 1 000 | 982  | 969  | 873  | 876  | 937  | 874  | 909  | 887  |

| 1962 | 1968 | 1975 | 1982 | 1990  | 1999  | 2006  | 2007  | 2012  |
| ---- | ---- | ---- | ---- | ----- | ----- | ----- | ----- | ----- |
| 834  | 732  | 884  | 986  | 1 086 | 1 301 | 1 568 | 1 606 | 1 822 |

| 2017  | 2022  | - | - | - | - | - | - | - |
| ----- | ----- | - | - | - | - | - | - | - |
| 1 786 | 1 748 | - | - | - | - | - | - | - |

### Vie culturelle
La commune d'Ambillou est dotée d'une bibliothèque municipale située à l'Espace Rejaudry, qui fait partie du réseau de la Direction Départementale des Bibliothèques et de la Lecture de Touraine. Une association culturelle a été créée en 2015 appelée Entr'Acte.

### Enseignement
Ambillou se trouve dans l'Académie d'Orléans-Tours (Zone B) et dans la circonscription de Château La Vallière. Une école primaire publique rassemble les élèves de la PS au CM2.

## Culture locale et patrimoine

### Lieux et monuments
Plusieurs hangars à couverture de bruyère, appelés chaumines ou loges en bruyère, vestiges d'un savoir-faire ancien, se trouvent sur le territoire de la commune.

### Personnalités liées à la commune
- René de La Ruë du Can (1783-1860), baron de Champchevrier, y est né ; maire de Cléré-les-Pins, chevalier de la Légion d'honneur[43]
- François-René de Betz, comte de La Harteloire, né à La Harteloire, paroisse de Saint-Martin d'Ambillou